# Alfred Gerdes
Alfred Gerdes odnosno Fredy Gerdes (Berlin, 24. listopada 1916. – 10. prosinca 1962.) je bivši njemački hokejaš na travi. Igrao je na mjestu veznog igrača.
Osvojio je srebrno odličje na hokejaškom turniru na Olimpijskim igrama 1936. u Berlinu igrajući za Njemačku. Odigrao je tri susreta.
1936. je igrao za Münchner SC.

## Vanjske poveznice
- Profil na Database Olympics